# Ożanka popielata
Ożanka popielata (Teucrium polium L.) – gatunek rośliny z rodziny jasnotowatych (Lamiaceae Lindl.). Występuje naturalnie w Afryce Północnej, Europie Południowej oraz Azji Zachodniej i Środkowej. 

## Rozmieszczenie geograficzne

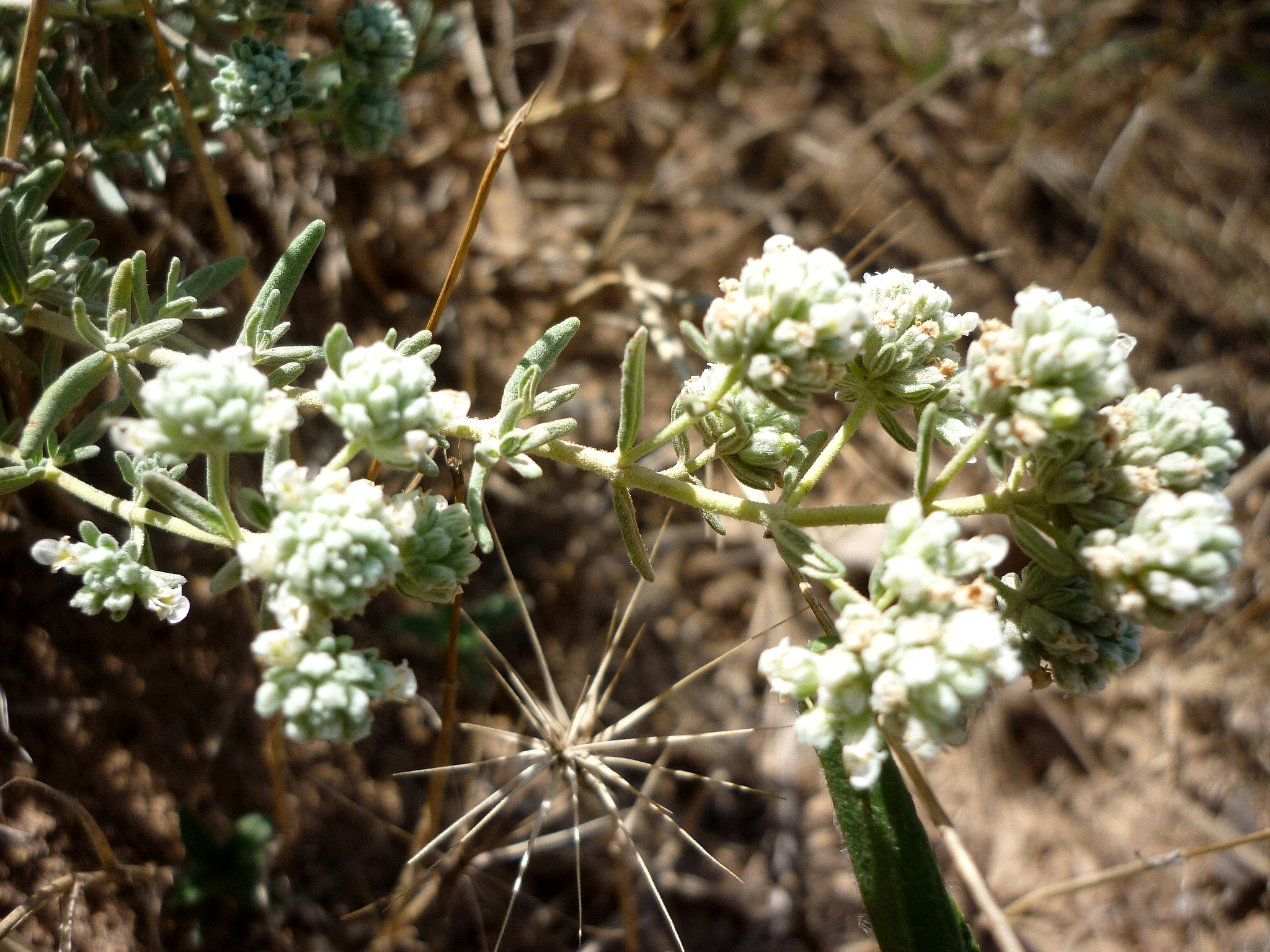
Okaz w Hiszpanii

Rośnie naturalnie w Afryce Północnej, Europie Południowej oraz Azji Zachodniej i Środkowej. Spotykany jest między innymi w Egipcie, Libii, Tunezji, Algierii, Maroku, Portugalii, Hiszpanii, Francji, Włoszech, krajach byłej Jugosławii, Albanii, Grecji, Bułgarii, Rumunii, Mołdawii, Ukrainie, Rosji (na Kaukazie Północnym), Gruzji, Azerbejdżanie, Armenii, Turcji, Syrii, Libanie, Izraelu, Jordanii, Iraku, Iranie, Afganistanie i Turkmenistanie. 
We Włoszech występuje na terenie całego kraju, oprócz regionów Lombardia i Trydent-Górna Adyga. We Francji został zaobserwowany w departamentach Żyronda, Hérault, Aude, Aveyron, Delta Rodanu, Pireneje Wschodnie, Ariège, Gard, Górna Garonna, Lot, Lozère, Loara, Rodan, Isère, Drôme, Alpy Górnej Prowansji, Alpy Wysokie, Alpy Nadmorskie, Ardèche, Var oraz Vaucluse, natomiast jego obecność w Tarn i Garonna musi zostać potwierdzona. W Izraelu jest bardzo powszechny na terenie niemal całego kraju. W Katarze występuje na wybrzeżu.

## Morfologia
PokrójZrzucająca liście krzewinka dorastająca do 20–40 cm wysokości. Gałęzie są wyprostowane, pojedyncze, długie. Pędy są blado owłosione. Łodyga drewniejąca.
LiścieIch blaszka liściowa jest siedząca i ma  kształt równowąsko lancetowaty lub podłużny. Jest biało omszona po obu stronach. Mierzy 1–3 cm długości, jest całobrzega przy podstawie i karbowana powyżej, nieco podwinięta na brzegu.
KwiatyObupłciowe, zebrane w gęste, kuliste lub jajowate pęczki lub wiechy na szczytach pędów. Całe kwiatostany są  krótko owłosione. Płatki korony mają biały lub bladokremową (czasami purpurową) barwę i są owłosione w górnej części. Kielich jest krótko omszony, z niemal ostrym wierzchołkiem.

## Biologia i ekologia
Chamefit. Rośnie na suchych wzgórzach lub pustyniach. We Włoszech występuje na wysokości do 900 m n.p.m. Kwitnie od maja do września, a nasiona dojrzewają od sierpnia do września. Kwiaty są zapylane przez owady (głównie pszczoły). Może rosnąć na glebach od lekkich do ciężkich, jednak na dobrze przepuszczalnym podłożu o odczynie obojętnym lub zasadowym. Źle znosi stanowiska w cieniu. Występuje od 6. do 9. strefy mrozoodporności.  

## Zmienność
W obrębie tego gatunku oprócz podgatunku nominatywnego wyróżniono trzy podgatunki:
- T. polium subsp. aurasiacum (Maire) Greuter & Burdet
- T. polium subsp. clapae S.Puech – występuje endemicznie w południowej Francji – w departamencie Aude, a także prawdopodobnie w Hérault i Pireneje Wschodnie[16]
- T. polium subsp. purpurascens (Benth.) S.Puech

## Zastosowanie
Sztuka kulinarnaSpożycie tej rośliny jest szeroko rozpowszechnione i popularne wśród Beduinów. Roślina jest mieszana z przegotowaną wodą i cukrem dając orzeźwiający napój. Stosowana jest również jako przyprawa.
MedycynaPłynny ekstrakt z rośliny był wykorzystany w leczeniu chorób grzybiczych i ropni. Jest powszechnie stosowany w medycynie ludowej w Arabii Saudyjskiej w leczeniu stanów zapalnych, reumatyzmu, cukrzycy i choroby wrzodowej. Jednak w sprawozdaniach naukowych brakuje potwierdzenia tych czynności. Niemniej jednak badania biochemiczne wykazały znaczne zmniejszenie poziomu glukozy, a obecność flawonoidów i steroli mogą być odpowiedzialne za aktywność przeciwzapalną tej rośliny.